# Pseudagrion syriacum
Pseudagrion syriacum är en trollsländeart som beskrevs av Selys 1887. Pseudagrion syriacum ingår i släktet Pseudagrion och familjen dammflicksländor. IUCN kategoriserar arten globalt som livskraftig. Inga underarter finns listade i Catalogue of Life.